# Andrena lewisorum
Andrena lewisorum là một loài Hymenoptera trong họ Andrenidae. Loài này được Thorp mô tả khoa học năm 1969.